# Тонтони
Тонтоните са високи 2,5 m, двукраки растителноядни животни. Населяват ледената планета Хот. Покрити са с бяла козина. Имат навити рога, четири ноздри и отвратителна телесна миризма. Хранят с лишеи в сланата, по-добре гъби, намерени в ледените пещери. Дават новородени до две млади навреме. Яздят се от Ребелиона и са били изнасяни от родината до други места със студен климат (например полярните шапка на Коръсант) за използване като яздящи, работещи и туристически атракции. Дебелият им слой мазнина и козината ги предпазват от измръзване през деня, но могат да оцеляват през минималните температури. Могат да бъдат изядени от уампа. Появяват се за пръв път във филма Междузвездни войни: Епизод V - Империята отвръща на удара.